# Grand Prix automobile du Japon 1992
GP précédent GP suivant
Le Grand Prix automobile du Japon 1992 (Fuji Television Japanese Grand Prix). disputé sur le circuit de Suzuka le 25 octobre 1992, est la 531e épreuve du championnat du monde de Formule 1 courue depuis 1950 et la quinzième manche du championnat 1992.

## Classement
| Pos. | no | Pilote               | Écurie               | Tours | Temps/Abandon                      | Grille | Points |
| ---- | -- | -------------------- | -------------------- | ----- | ---------------------------------- | ------ | ------ |
| 1    | 6  | Riccardo Patrese     | Williams-Renault     | 53    | 1 h 33 min 09 s 533 (200,168 km/h) | 2      | 10     |
| 2    | 2  | Gerhard Berger       | McLaren-Honda        | 53    | + 13 s 729                         | 4      | 6      |
| 3    | 20 | Martin Brundle       | Benetton-Ford        | 53    | + 1 min 15 s 503                   | 13     | 4      |
| 4    | 4  | Andrea De Cesaris    | Tyrrell-Ilmor        | 52    | + 1 tour                           | 9      | 3      |
| 5    | 27 | Jean Alesi           | Ferrari              | 52    | + 1 tour                           | 15     | 2      |
| 6    | 23 | Christian Fittipaldi | Minardi-Lamborghini  | 52    | + 1 tour                           | 12     | 1      |
| 7    | 32 | Stefano Modena       | Jordan-Yamaha        | 52    | + 1 tour                           | 17     |        |
| 8    | 10 | Aguri Suzuki         | Footwork-Mugen-Honda | 52    | + 1 tour                           | 16     |        |
| 9    | 21 | Jyrki Järvilehto     | BMS Dallara-Ferrari  | 52    | + 1 tour                           | 22     |        |
| 10   | 22 | Pierluigi Martini    | BMS Dallara-Ferrari  | 52    | + 1 tour                           | 19     |        |
| 11   | 30 | Ukyo Katayama        | Venturi-Lamborghini  | 52    | + 1 tour                           | 20     |        |
| 12   | 28 | Nicola Larini        | Ferrari              | 52    | + 1 tour                           | 11     |        |
| 13   | 17 | Emanuele Naspetti    | March-Ilmor          | 51    | + 2 tours                          | 26     |        |
| 14   | 24 | Gianni Morbidelli    | Minardi-Lamborghini  | 51    | + 2 tours                          | 14     |        |
| 15   | 9  | Michele Alboreto     | Footwork-Mugen-Honda | 51    | + 2 tours                          | 24     |        |
| Abd. | 5  | Nigel Mansell        | Williams-Renault     | 44    | Moteur                             | 1      |        |
| Abd. | 11 | Mika Häkkinen        | Lotus-Ford           | 44    | Moteur                             | 7      |        |
| Abd. | 29 | Bertrand Gachot      | Venturi-Lamborghini  | 39    | Accident                           | 18     |        |
| Abd. | 26 | Érik Comas           | Ligier-Renault       | 36    | Pression d'huile                   | 8      |        |
| Abd. | 16 | Jan Lammers          | March-Ilmor          | 27    | Embrayage                          | 23     |        |
| Abd. | 33 | Mauricio Gugelmin    | Jordan-Yamaha        | 22    | Accident                           | 25     |        |
| Abd. | 12 | Johnny Herbert       | Lotus-Ford           | 15    | Boîte de vitesses                  | 6      |        |
| Abd. | 19 | Michael Schumacher   | Benetton-Ford        | 13    | Boîte de vitesses                  | 5      |        |
| Abd. | 3  | Olivier Grouillard   | Tyrrell-Ilmor        | 6     | Accident                           | 21     |        |
| Abd. | 25 | Thierry Boutsen      | Ligier-Renault       | 3     | Boîte de vitesses                  | 10     |        |
| Abd. | 1  | Ayrton Senna         | McLaren-Honda        | 2     | Moteur                             | 3      |        |

## Pole position et record du tour
- Pole position :  Nigel Mansell (Williams-Renault) en 1 min 37 s 360 (vitesse moyenne : 216,828 km/h)[2].
- Meilleur tour en course :  Nigel Mansell (Williams-Renault) en 1 min 40 s 646 au 44e tour (vitesse moyenne : 209,749 km/h)[3].

## Tours en tête
- Nigel Mansell (Williams-Renault) : 35 tours (1-35) ;
- Riccardo Patrese (Williams-Renault) : 18 tours (36-53)[4].

## Statistiques
Le Grand Prix du Japon 1992 représente :
- la 6e et dernière victoire de sa carrière pour Riccardo Patrese[5] ;
- la 93e victoire pour Williams en tant que constructeur [6];
- la 65e victoire pour Renault en tant que motoriste[7] ;
- la 30e pole position de sa carrière pour Nigel Mansell[8] ;
- le 30e et dernier meilleur tour de sa carrière pour Nigel Mansell[9].